# Marquesado de Borja

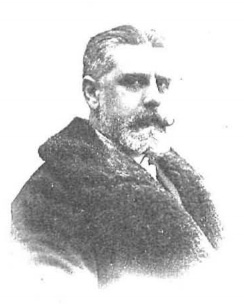
Luis Moreno y Gil de Borja, primer marqués de Borja, fotografiado por Christian Franzen.

El marquesado de Borja es un título nobiliario español creado por el rey Alfonso XIII en favor de Luis Moreno y Gil de Borja, intendente general de la Real Casa y Patrimonio del rey, mediante real decreto del 29 de abril de 1902 y despacho expedido el 9 de julio del mismo año.
Su denominación hace referencia al municipio de Borja, en la provincia de Zaragoza.

## Marqueses de Borja
|                            | Titular                                 | Periodo                    |
| Creación por Alfonso XIII] | Creación por Alfonso XIII]              | Creación por Alfonso XIII] |
| -------------------------- | --------------------------------------- | -------------------------- |
| I                          | Luis Moreno y Gil de Borja              | 1902-1917                  |
| II                         | Luis Moreno Abella                      | 1918-1941                  |
| III                        | María del Carmen Moreno y Gálvez-Cañero | 1952-2024                  |

## Historia de los marqueses de Borja
- Luis Moreno y Gil de Borja (m. 1917), I marqués de Borja, intendente general de la Real Casa y Patrimonio, Gran cruz de Isabel la Católica y gentilhombre de cámara con ejercicio.[1]

El 13 de julio de 1878 se casó con María Josefa Abella y Fuertes. Tras fallecer el 15 de octubre de 1917 en Madrid, el 2 de enero del año siguiente le sucedió su hijo:
- Luis Moreno Abella, II marqués de Borja, general del ejército.[1]

Se casó con Soledad Orellana y Núñez. El 22 de febrero de 1952 le sucedió su sobrina:
- María del Carmen Moreno y Gálvez-Cañero, III marquesa de Borja, hija de Alberto Moreno Abella y María del Carmen Gálvez-Cañero y Garín.[1]

Se casó con Antonio de Miguel-Romero y Gil de Zúñiga (nacido en Béjar y descendiente de la familia ducal de Béjar). Vacante por fallecimiento de la titular.